# براكنهايم
براكنهايم (بالألمانية: Brackenheim) هي بلدة، مدينة وبلدة ألمانية تقع في ألمانيا في Regierungsbezirk Stuttgart. يقدر عدد سكانها بـ 15,240 نسمة .

## المدن التوأمة
مدن مارسان، Charnay-lès-Mâcon، كاستانيولي ديلي لانزي وZbrosławice هي مدن توأمة لـبراكنهايم.

## أعلام
- ماركوس بييرل
- تيودور هويس